# Kanton Les Herbiers
Der Kanton Les Herbiers ist seit 1790 ein französischer Wahlkreis in den Arrondissements Fontenay-le-Comte und La Roche-sur-Yon, im Département Vendée und in der Region Pays de la Loire; sein Hauptort ist Les Herbiers.

## Gemeinden
Der Kanton besteht aus 14 Gemeinden mit insgesamt 45.046 Einwohnern (Stand: 1. Januar 2022) auf einer Gesamtfläche von 472,01 km²:
| Gemeinde              | Einwohner 1. Januar 2022 | Fläche km² | Dichte Einw./km² | Code INSEE | Postleitzahl | Arrondissement    |
| --------------------- | ------------------------ | ---------- | ---------------- | ---------- | ------------ | ----------------- |
| Chavagnes-les-Redoux  | 847                      | 13,34      | 63               | 85066      | 85390        | Fontenay-le-Comte |
| La Meilleraie-Tillay  | 1.489                    | 20,13      | 74               | 85140      | 85700        | Fontenay-le-Comte |
| Les Epesses           | 2.984                    | 31,29      | 95               | 85082      | 85590        | La Roche-sur-Yon  |
| Les Herbiers          | 16.589                   | 88,78      | 187              | 85109      | 85500        | La Roche-sur-Yon  |
| Monsireigne           | 989                      | 20,50      | 48               | 85145      | 85110        | Fontenay-le-Comte |
| Montournais           | 1.626                    | 29,14      | 56               | 85147      | 85700        | Fontenay-le-Comte |
| Mouchamps             | 2.986                    | 55,00      | 54               | 85153      | 85640        | La Roche-sur-Yon  |
| Pouzauges             | 5.641                    | 36,65      | 154              | 85182      | 85700        | Fontenay-le-Comte |
| Réaumur               | 861                      | 22,09      | 39               | 85187      | 85700        | Fontenay-le-Comte |
| Saint-Mars-la-Réorthe | 1.033                    | 9,28       | 111              | 85242      | 85590        | La Roche-sur-Yon  |
| Saint-Mesmin          | 1.771                    | 26,28      | 67               | 85254      | 85700        | Fontenay-le-Comte |
| Saint-Paul-en-Pareds  | 1.382                    | 12,32      | 112              | 85259      | 85500        | La Roche-sur-Yon  |
| Sèvremont             | 6.401                    | 88,64      | 72               | 85090      | 85700        | Fontenay-le-Comte |
| Tallud-Sainte-Gemme   | 447                      | 18,57      | 24               | 85287      | 85390        | Fontenay-le-Comte |
| Kanton Les Herbiers   | 45.046                   | 472,01     | 95               | 8506       | –            | –                 |

Bis zur landesweiten Neugliederung der Kantone im März 2015 bestand der Kanton Les Herbiers aus den acht Gemeinden Beaurepaire, Les Epesses, Les Herbiers, Mesnard-la-Barotière, Mouchamps, Saint-Mars-la-Réorthe, Saint-Paul-en-Pareds und Vendrennes. Sein Zuschnitt entsprach einer Fläche von 294,61 km2. Er besaß vor 2015 einen anderen INSEE-Code als heute, nämlich 8508.

## Veränderungen im Gemeindebestand seit der landesweiten Neuordnung der Kantone
2016: Fusion La Flocellière, La Pommeraie-sur-Sèvre, Les Châtelliers-Châteaumur und Saint-Michel-Mont-Mercure → Sèvremont

## Bevölkerungsentwicklung
| 1962   | 1968   | 1975   | 1982   | 1990   | 1999   | 2009   |
| ------ | ------ | ------ | ------ | ------ | ------ | ------ |
| 16.714 | 17.296 | 18.720 | 20.772 | 22.805 | 23.684 | 27.131 |